# 科尔让古
科尔让古（法語：Corgengoux，法語發音：[kɔʁʒɑ̃ɡu]）是法国科多尔省的一个市镇，属于博讷区。

## 地理
科尔让古（46°59'27"N, 4°59'18"E）面积12.53 平方千米，位于法国勃艮第-弗朗什-孔泰大區科多尔省，该省份为法国中东部省份，北起奥布省，西接涅夫勒省和约讷省，南至索恩-卢瓦尔省，东南接汝拉省，东临上索恩省，东北部与上马恩省接壤。
与科尔让古接壤的市镇（或旧市镇、城区）包括：科尔伯龙、舍维尼昂瓦利耶尔、拉贝热芒莱瑟尔、马里尼莱勒莱、默尔桑日、帕洛。

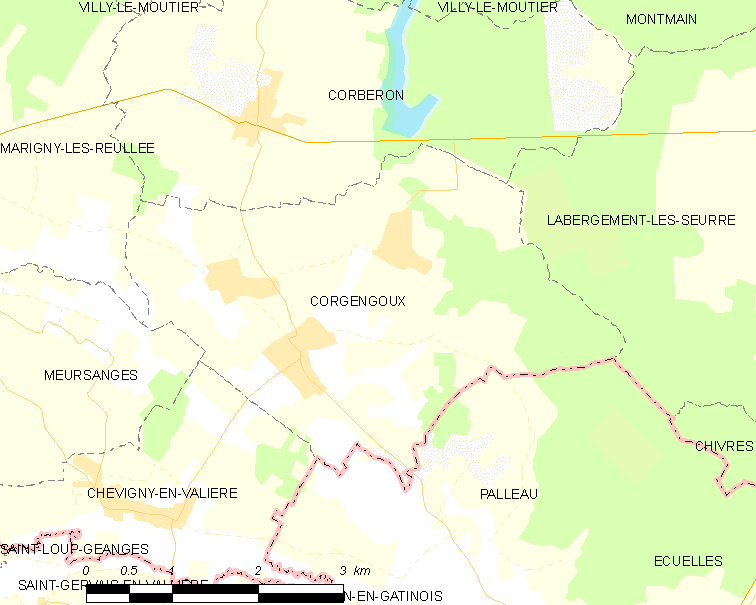
科尔让古的OSM定位图

科尔让古的时区为UTC+01:00、UTC+02:00（夏令时）。

## 行政
科尔让古的邮政编码为21250，INSEE市镇编码为21193。

## 政治
科尔让古所属的省级选区为拉杜瓦-塞里尼县。

## 人口

1962-2008年间科尔让古人口变化图示

科尔让古于2022年1月1日时的人口数量为381人。